# Kongelev
Kongelev er en betegnelse for den danske kongemagts institutionsgods i højmiddelalderen. Ordet kendes kun fra Kong Valdemars Jordebog (1231), der også rummer en liste over steder betegnet som kongelev. De omfatter dels militære og administrative støttepunkter som vigtige borge, byer og landsbyer, dels et kongeligt krav på land og naturområder uden ejer, øer, næs, skove mv. Desuden omtales nogle danske yderprovinser som kongelev. 